# Памятник Ленину на улице Коминтерна (Нижний Новгород)
Па́мятник В. И. Ле́нину на улице Коминтерна — памятник российскому и советскому политическому и государственному деятелю, революционеру, одному из организаторов и руководителей Октябрьской революции 1917 года Владимиру Ильичу Ленину. Является одной из достопримечательностей Нижнего Новгорода. Памятник авторства скульптора Василия Козлова и архитектора Александра Яковлева был открыт в 1927 году на улице Коминтерна в ознаменование 10-летия со дня Октябрьской революции.

## История
Один из самых старых памятников Нижнего Новгорода был открыт в десятую годовщину Великой октябрьской революции в 1927 году на улице Коминтерна. Монумент был воздвигнут в честь Владимира Ильича Ленина — вождя великой Октябрьской революции. Выбор места для установки памятника был не случаен: именно на этом месте в 1905 году проходили кровопролитные и жестокие бои на баррикадах, боевые действия и вооруженные восстания. Памятник был построен и открыт на средства жителей Сормовского района города.
Точная копия памятника, расположенного на улице Коминтерна, установлена в Санкт-Петербурге перед Смольным дворцом. Таким образом нижегородский памятник Ленину имеет копию, единственным отличием композиции которой является оригинальный постамент.

## Описание
Это один из старейших памятников в Нижнем Новгороде и старейший городской монумент, посвящённый Ленину. Он представляет собой бронзовую фигуру Владимира Ильича высотой чуть более двух метров. Левой рукой Ленин сжимает кепку, а правой указывает путь к светлому коммунистическому будущему. Авторам удалось передать образ вождя социалистического государства, который управляет зарождением нового общества. Памятник водружен на оригинальный гранитный постамент, а за самой скульптурой возвышается стела, на которой выгравировано: «Ленин. Социализм».